# كلوستريديوم شبيه للبروبيوني
مطثية شبيهة للبروبيونية (الاسم العلمي: Clostridium homopropionicum) هي نوع من بكتيريا تتبع جنس المطثية من فصيلة نظيرات المطثية. نسبة إلى النظير الأيضي لها وهو المطثية البروبيونية المنتجة لحمض البروبيونيك.